# 蒙古温剑水蚤
蒙古温剑水蚤（学名：Thermocyclops mongolicus）为剑水蚤科温剑水蚤属的动物。其种加词“mongolicus”意为“蒙古的”。分布于蒙古以及中国大陆的四川、广东、浙江、江苏、安徽等地，多栖息于不同类型的湖泊与池塘中。